# Wolfbuschkirche

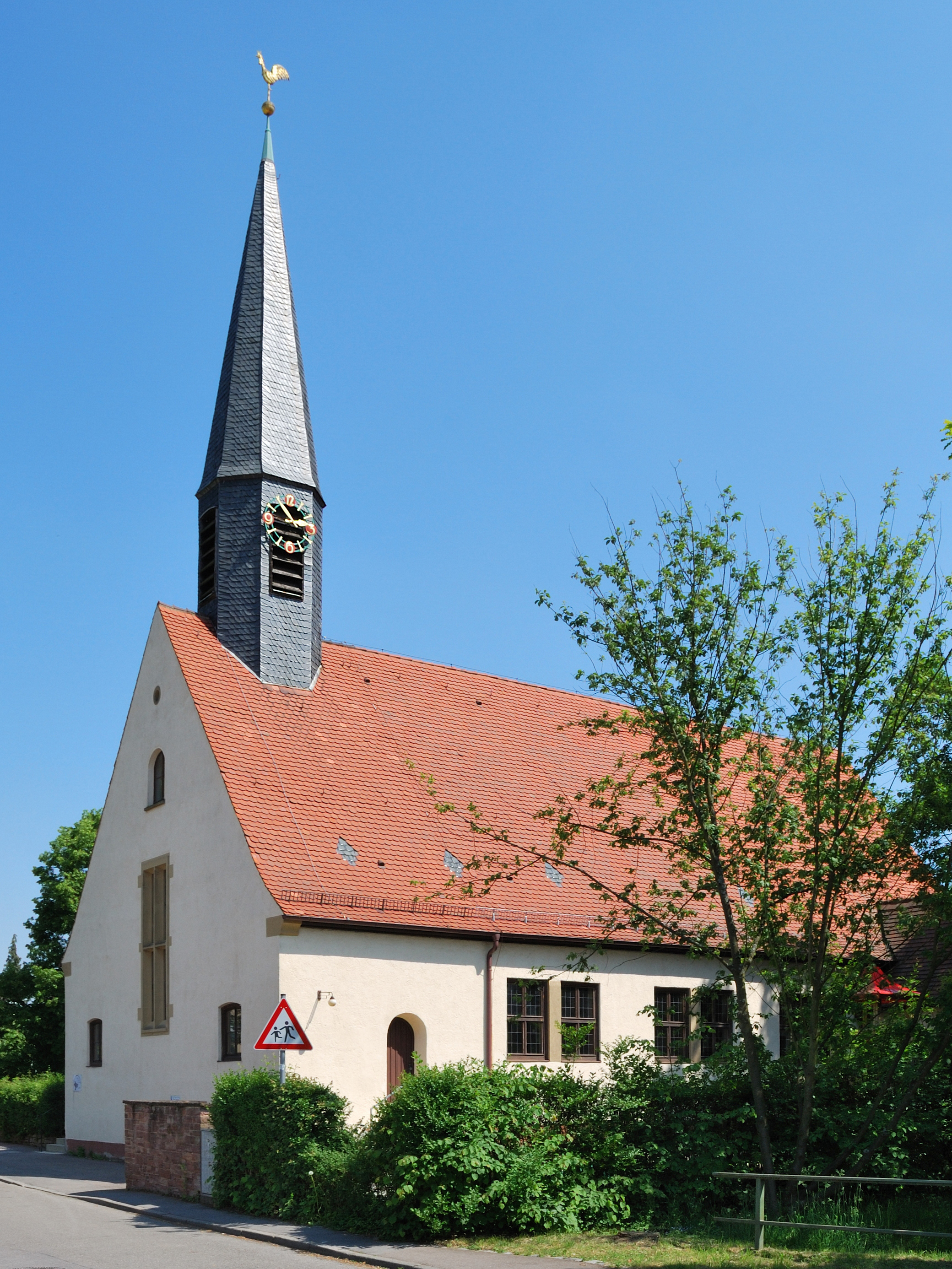
Die Wolfbuschkirche

Die Wolfbuschkirche in Stuttgart-Weilimdorf mit der Adresse Im Wolfbusch 2 ist eine evangelische Kirche, die von Hans Seytter entworfen wurde.

## Geschichte
Ab den frühen 1930er Jahren wurde die Wolfbuschsiedlung errichtet und bezogen. Die etwa 1500 Bewohner gehörten damals überwiegend der evangelischen Landeskirche an und sollten eine eigene Kirche in ihrem Wohngebiet erhalten. Am Eingang zur Wolfbuschsiedlung nahe der Solitudestraße wurde der Stadt Stuttgart ein Bauplatz abgekauft. Der Grundstein für die Kirche wurde am 11. Juni 1937 gelegt, die Einweihung erfolgte am 20. März 1938 durch Landesbischof Wurm. Am 1. Juli 1938 wurde der Kindergarten eröffnet, der sich seither in der Wolfbuschkirche befindet.
Die etwa 24 Meter lange und zwölf Meter breite Kirche, die mit viel Holz im Innenraum ausgestattet ist, bietet im Kirchenschiff etwa 200 und auf der Empore weitere 40 Sitzplätze. Sie besitzt einen eher schlanken Turm, in dem nur zwei Glocken untergebracht werden können. Der erste Satz Glocken – eine große Bet- und eine kleine Taufglocke – wurde trotz finanzieller Schwierigkeiten zur Einweihung der Wolfbuschkirche eingebaut. Er musste im März 1942 abgeliefert werden und wurde eingeschmolzen. 1949 wurde eine 460 kg schwere, auf a gestimmte neue Glocke eingebaut. Sie trägt den Namen Gefallenenglocke und die Inschrift „Deine Toten sollen leben“. Eine weitere Glocke folgte im Mai 1954. Sie wiegt 280 kg, ist auf c gestimmt und hat die Inschrift „Ich bin die Auferstehung und das Leben“.
In den Bombennächten der Jahre 1944 und 1945 wurde die Kirche schwer beschädigt. Ihre Wiedereinweihung nach dem Wiederaufbau erfolgte am 26. Oktober 1947.
Betroffen von den Zerstörungen war auch die Orgel, die in der Nachkriegszeit aus Kostengründen nicht ausgetauscht werden konnte und bis 1972 immer wieder durch Reparaturen in Betrieb gehalten wurde. 1973 wurde, nachdem dies endgültig nicht mehr möglich war, als Provisorium eine Kleinorgel aufgestellt, und 1976 baute die Firma Weigle aus Echterdingen eine neue Orgel mit 16 Registern und 960 Pfeifen ein, die am 17. Oktober 1976 in einem Festgottesdienst eingeweiht wurde. 1996 erfolgte eine Überholung.
In der Nacht zum 29. Juli 1944 wurde auch das ursprüngliche Chorfenster, 1939/40 von Walter Kohler geschaffen, durch einen Fliegerangriff zerstört. Es wurde zunächst nur durch eine einfache Verglasung ersetzt. 1953 wurde wieder ein buntes Chorfenster in Auftrag gegeben. Entworfen wurde es von Wolf-Dieter Kohler, angefertigt von der Kunstglaserei Valentin Saile in Stuttgart. Das Fenster ist aus acht rechteckigen Feldern, die jeweils eine Höhe von 80 und eine Breite von 60 Zentimetern haben, zusammengesetzt. Thema der Bilder ist die Passionsgeschichte Jesu nach dem Johannesevangelium. Von unten nach oben zeigen die Bilder den Einzug nach Jerusalem, das Abendmahl mit der Fußwaschung, die Geißelung, Jesus vor Pontius Pilatus, Jesus auf dem Weg nach Golgatha, die Kreuzigung, das leere Grab mit Maria und Engeln und den auferstandenen Christus mit den Jüngern.